# Dasyatis zugei
Dasyatis zugei är en rockeart som först beskrevs av Müller och Henle 1841.  Dasyatis zugei ingår i släktet Dasyatis och familjen spjutrockor. IUCN kategoriserar arten globalt som nära hotad. Inga underarter finns listade i Catalogue of Life.